# José Rojas
José Teodoro Rojas Herrera (Orizaba, 9 novembre 1923 – ...) è stato un cestista messicano.
Era il fratello di Fernando Rojas.